# Joseph Alanen

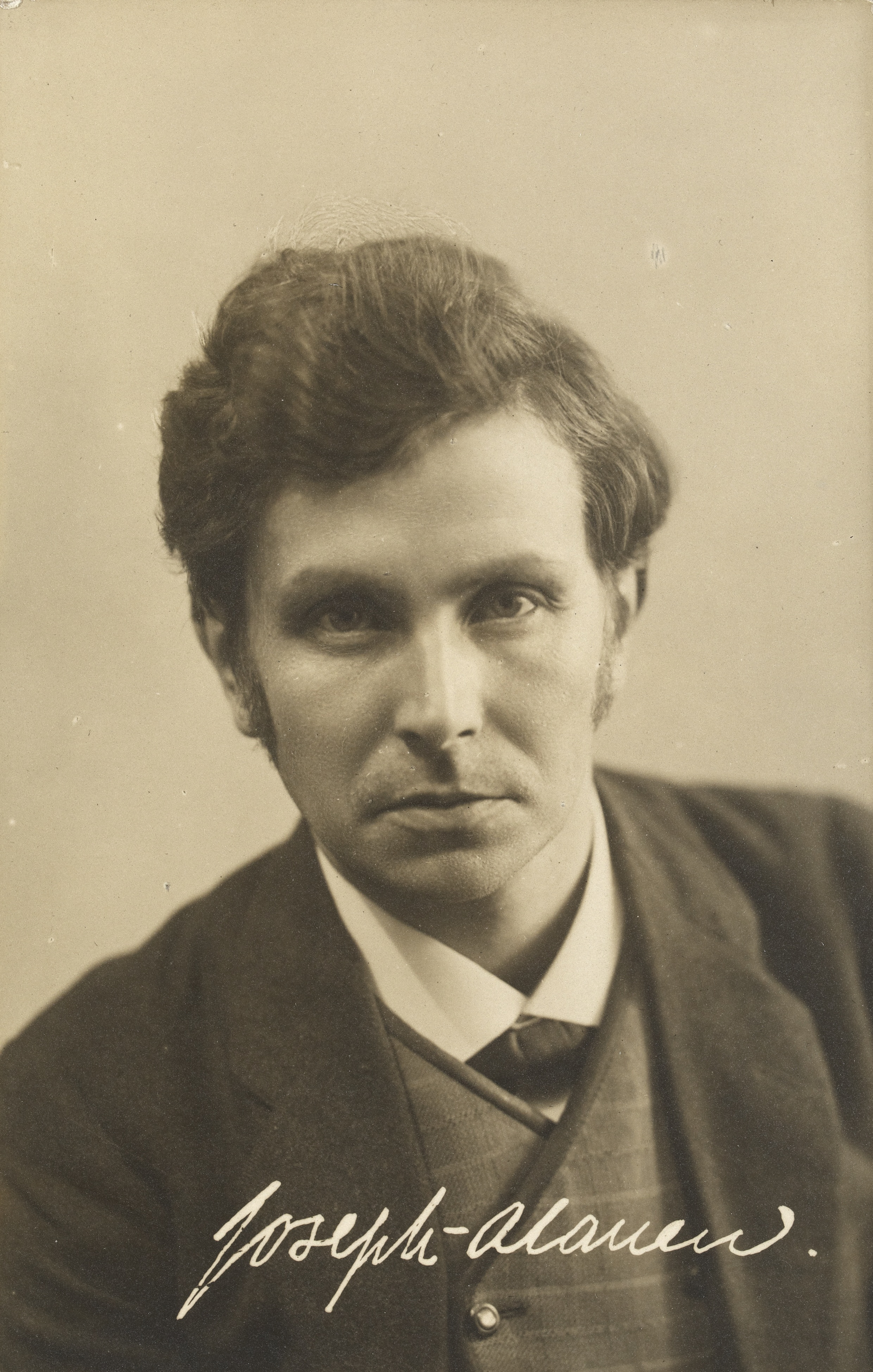
Joseph Alanen.

Otto Joseph Alanen, född 2 november 1885 i Tammerfors, död 16 maj 1920 i Helsingfors, var en finländsk målare och tecknare. 
Alanen studerade vid Centralskolan för konstflit och för Lovis Corinth i Berlin. Han påverkades tidigt av jugendstilen och målade bland annat motiv ur Aleksis Kivis Sju bröder. Mest betydande är ett hundratal arbeten med Kalevalamotiv inspirerade av bland andra Akseli Gallen-Kallela. Alanen arbetade med tempera på duk i en dekorativ stil som helt saknade djupperspektiv.